# 烏鴉落陽

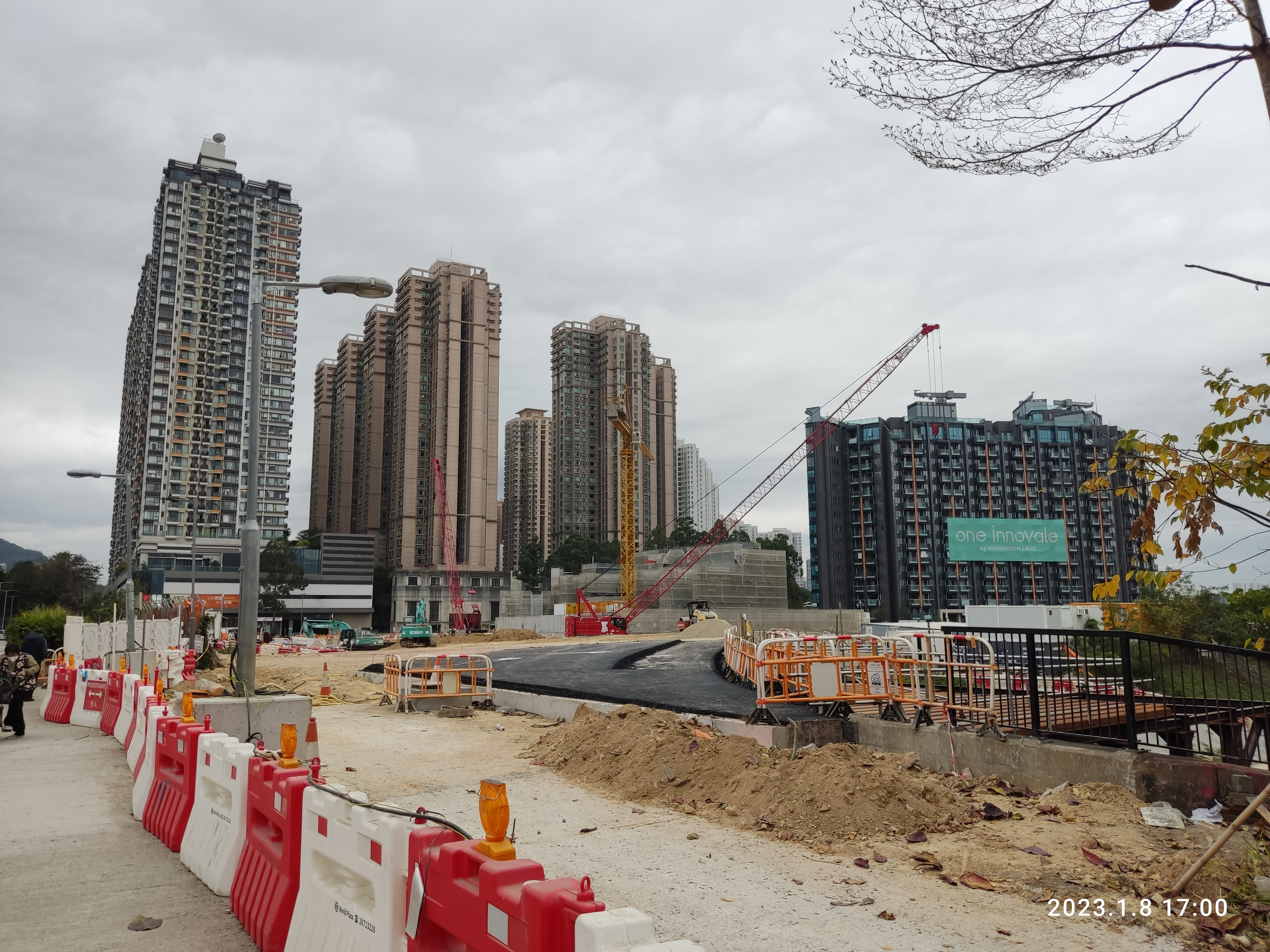
2023年，周邊一帶已經成為建築地盤，當中包括恒地發展的私人屋苑One Innovale

烏鴉落陽（英語：Wu Nga Lok Yeung）是香港新界粉嶺的一個地方，位處於梧桐河南岸、馬屎埔以西，當地爲農田和寮屋區，按照當地路牌所示，烏鴉落陽一帶現爲石湖新村的東段。烏鴉落陽南部靠近馬適路的部分早年已爲私人發展商所購入，新世界集團於1997年購得該地後，爲了等待政府開展新界東北發展計劃時批准其大幅度提高地積比率使其利潤翻倍，故長期閒置該地，更於2006年搭建17座3層高的建築物以避免違反政府規定的發展期限，但一直未有進行裝修和發售，外觀如同一爛尾樓盤，丟空至今，被市民喻爲「鬼城」。

## 名稱來源
「烏鴉落陽」本來是一風水學的名詞，是指一種特定的地理格局，有「烏鴉落陽」格局的地方可稱爲風水寶地，也是良穴寶地，例如九龍獅子山下的牛池灣一帶也被認爲有「烏鴉落陽」的格局，不過由於近代以降風水學多被用於墓穴選址，鄉民多有忌憚，故以風水學名詞作爲地名的情況十分罕見；也可能是英國接管新界時，由於與新界本地鄉民言語不通，故此錯誤將一些並非地名的名詞當作地名記錄，但具體情況至今已難考證。然而，現今的烏鴉洛陽已無高崗或低陷地勢，僅爲一河岸平原，難藏佳穴，當地也無新界原居民，現居當地的村民多爲近數十年遷入，對地名來源並不知情，也從不見有過穴位，故可推斷「烏鴉落陽」應爲歷史悠久的名稱，但當地原來的「烏鴉落陽」地勢早已改變，墓穴也不復存在。

## 發展歷史
早在70年代起，昔日該地皮上住滿了300多戶，還有紙鷂廠、牙籤廠玩具廠。
2002年，新世界發展以3億港元向亞細安購下現址逾35萬呎地皮。新世界冀建更大規模的住宅項目，惟遭城規會申請拒絕，最終項目2005年起動工，建成丟空至今的低密度房屋。
2006年，被稱為「鬼屋」的17幢洋房最終建成，沒有任何裝修，只得灰白的外牆，屋宇署已批出入伙紙，但房子一直無出租或發售，一直丟空。
2013年中，香港富豪李兆基打算將他名下位於龍躍頭或烏鴉落陽的農地捐給政府，用以興建廉價房屋。
2019年10月初起，洋房的玻璃被打爛，有工人開始動工，後來更用大型機器拆屋，石泥牆身碎片散滿一地。
2020年1月，業主回覆記者查詢時表示，已於2016年就相關地皮申請「原址換地」，現正等待政府回應，目前並沒有具體發展計劃。
2022年，新世界將地皮借出，以興建社區隔離設施。
2023年9月，新世界發展完成原址換地，並為項目以標準補價完成契約修訂，有報導估計補地價金額約35億港元。
2024年，新世界發展持有的地皮獲批興建4幢樓高32層的商住物業。

## 毗鄰
- 綠悠軒